# پریمیر (فیلم ۱۹۳۷)
«پریمیر» (انگلیسی: Premiere) فیلمی در ژانر موزیکال است که در سال ۱۹۳۷ منتشر شد. از بازیگران آن می‌توان به زره لئاندر اشاره کرد.